# رأس روقة
رأس رُوقّة أو رأس رُوڤة (بالفرنسية: Ras Rougga)‏ هو رأس يقع بشرقي جزيرة جربة التونسية، جنوب غربي مدينة ميدون.
| رأس روقة |